# Albert Virella i Bloda
Albert Virella i Bloda   (21 de novembre de 1915 - Vilanova i la Geltrú, 2000) fou un historiador català i un tècnic químic.
Fill de Vicenç Virella Jacas, mecànic de professió, artesà qualificat i membre actiu de l'Ateneu i de l'Associació d'Alumnes Obrers de l'Escola Industrial; havia estat regidor republicà de l'Ajuntament de Vilanova (1917). Assistí a l'Escola Superior de nois, dirigida pel mestre Vicente Sorni i Martí, de la qual fou un alumne avantatjat. Després seguí els estudis de peritatge a l'Escola Industrial de Vilanova i la Geltrú, i els completà a Terrassa per a l'especialitat en Química.
Abans de complir els divuit anys, publicà els primers articles al setmanari Democràcia, òrgan d'ERC a Vilanova; hi col·laborà regularment fins al número del 12 de juliol de 1936, l'últim abans de l'alçament militar del dia 19. Durant la guerra civil espanyola va lluitar en el bàndol republicà, adquirí el grau de tinent d'artilleria a l'Escola Popular de Guerra i va combatre a diversos fronts. Quan va acabar la guerra fou detingut, empresonat i enviat a un camp de concentració fins al 1942.
Professionalment, des del 1933, treballà com a tècnic a la fàbrica de ciment Griffi. Reincorporat després de la guerra, durant les hores lliures s'inicià en l'estudi del passat de la vida de Vilanova. A partir de 1946 es dedicà a la divulgació d'episodis de la història local a través de Ràdio Vilanova i d'alguns articles al setmanari local. Aquesta tasca culminà, el 1949, amb la publicació del llibre Vilanova i la Geltrú. Imatges de la ciutat i de la comarca, que fou possible gràcies a l'entusiasme com a editor de Joan Rius i Vila, i al mecenatge de Josep Maria Bultó i Marquès. És el primer monogràfic modern de divulgació de la història local, especialitat en la qual Vilanova s'anticipà a moltes ciutats semblants; fou el primer llibre publicat en català a Vilanova després de 1939. Per al seu autor representà la consagració en el camp de la història local, en l'estudi de la qual prosseguí amb tenacitat i amb els anys esdevingué una personalitat reconeguda arreu i alhora l'historiador més prolífic de Vilanova. Entre 1949 i 1951 publicà al setmanari local una sèrie de divuit articles sobre la indústria vilanovina, que encara actualment són de consulta obligada per a l'estudi de la història dels inicis de l'economia local moderna.
Després publicà diversos llibres i centenars d'articles. Virella estudià totes les èpoques de la història de Vilanova, principalment les més antigues i els segles xviii i xix; l'època contemporània la coneixia amb rigor i profunditat perquè formava part de la seva memòria personal i li dedicà alguns treballs. La llista completa està recollida en una bibliografia editada per l'Ajuntament de Vilanova l'any 1995.
Un altre camp en el qual destacà fou com a tècnic en la fabricació de ciment. Professionalment, sempre havia treballat en aquest sector industrial. Primer, des de 1933 a 1949, a la fàbrica Griffi; entre 1949 i 1971, dirigí una fàbrica a Portugal, que inicialment depenia tècnicament de la mateixa empresa. A més del treball com a tècnic, fou un estudiós i un investigador que publicà nombrosos articles sobre els aspectes més variats de la tecnologia del ciment Portland en revistes especialitzades i participà en molts congressos i reunions científicotècniques d'àmbit mundial, en els quals les seves comunicacions gaudiren de notable consideració. El febrer de 1971 retornà a Vilanova, per dirigir la fàbrica Griffi, direcció que ocupà fins a la jubilació cinc anys més tard. El retorn a Vilanova, i la posterior jubilació, li permeté intensificar els estudis històrics i publicar algunes de les obres, a les quals és imprescindible acudir per estudiar qualsevol aspecte del passat de la ciutat.
Després de la mort, en edicions a cura del seu fill Xavier Virella Torras, han estat publicades: La revolució d'octubre a Vilanova. Visions d'un espectador (2001), Evolució històrica de l'ensenyament a Vilanova i la Geltrú i la fundació de l'Escola Pia (2001)i Imatges de la pau "honrosa" (1939-1942) (2001).
Els estudis històrics de Virella no es limitaren al municipi de Vilanova, sinó que en publicà de referents a algunes viles de la comarca (Cubelles, Canyelles, Olivella) i també de l'àmbit del Penedès. El 1977 fou un dels fundadors de l'Institut d'Estudis Penedesencs, a les activitats del qual contribuí amb regularitat. Publicà treballs monogràfics a la Miscel·lània penedesenca, a la Gran Enciclopèdia Catalana, al Diccionari de catalans a Amèrica i en altres obres col·lectives. Al llarg de la vida donà nombroses conferències de temes històrics de Vilanova i la comarca i intervingué en diverses sessions d'estudi.
El 1995, en ocasió del seu 80è aniversari, l'Ajuntament de Vilanova li atorgà la medalla de la ciutat. El 1996 fou guardonat amb la Creu de Sant Jordi de la Generalitat de Catalunya.

## Obres
- Vilanova i la Geltrú. Del mil·lenari de Cubelles al setè centenari de la Carta Pobla (Premi Catalònia 1974)
- Vilanova i la Geltrú: imatges de la ciutat i de la comarca (1951)
- Les classes socials a Vilanova i la Geltrú en el segle XIX (1977)
- De quan Vilanova i la Geltrú era l'empori del vi (1978)
- Víctor Balaguer i Vilanova i la Geltrú (1986)
- L'Aventura ultramarina de la gent de Vilanova i la Geltrú i la nissaga dels Samà (1990)
- Els anys tristos (1881-1900). Crònica de la decadència de Vilanova (1992)
- La vida marinera a Vilanova i la Geltrú a finals del segle XIX: L'any dels negats 1886 (1993)
- El canvi de dinastia i la fragata Vilanova (segles XVII i XVIII (1995)
- Vilanova i la Geltrú durant la invasió francesa (1998)
- Imatges de la pau "honrosa" (1939-1942) (2001)
- La revolució d'octubre a Vilanova. Visions d'un espectador (2001)